# Roberto di Thourotte
Roberto di Thourotte (... – Fosses-la-Ville, 16 ottobre 1246) fu vescovo di Langres e poi principe-vescovo di Liegi.

## Biografia
Nacque da Giovanni II, signore di Thourotte e di Noyon, e da sua moglie Odetta, figlia del signore di Dampierre Guglielmo I.
Suo fratello maggiore, Rodolfo, fu vescovo di Verdun.
Abbracciò lo stato ecclesiastico e nel 1227 fu nominato canonico del capitolo cattedrale di Laon; fu poi arcidiacono di Beauvais, canonico di Saint-Lambert a Liegi e abate di Notre-Dame-aux-Fonts.
Fu eletto vescovo di Langres nel 1232.
Il 3 agosto 1240 fu trasferito alla sede di Liegi e ricoprì la carica di vescovo fino alla morte. Chiamò in diocesi i domenicani e i francescani; nominò arcidiacono Jacques de Troyes, il futuro papa Urbano IV.
Non ricevette mai l'investitura imperiale come signore secolare del vescovato.
Parteciò al concilio convocato nel 1245 a Lione da papa Innocenzo IV.
Nel 1246, con la bolla Inter alia, istituì per la sua diocesi la festa del Corpus Domini e ne promosse l'estensione alla Chiesa universale.
Morì a Fosses. Sepolto dapprima nell'abbazia cistercense di Aulne, le sue spoglie furono poi traslate a Chiaravalle.